# 布达佩斯第三区

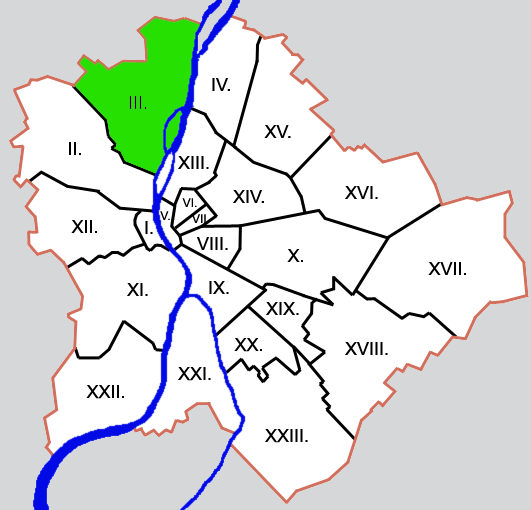
所在位置

旧布达-贝卡什迈杰尔（匈牙利語：Óbuda-Békásmegyer）是匈牙利首都布达佩斯的第三个区，总面积39.7平方公里，总人口123723，人口密度3 116人/平方公里（2009年1月1日）。欧布达是该区的一部分。